# Бойд, Джеймс Эдвард
Джеймс Эдвард Бойд (англ. James Edward Boyd; 9 сентября 1834 — 5 апреля 1909) — американский политик, 7-й губернатор Небраски.

## Биография
Джеймс Бойд родился в графстве Форрест-Тиф, Ирландия. В 1844 году он вместе с семьёй переехал в округ Белмонт, Огайо. После окончания школы Бойд работал плотником и клерком в продуктовом магазине. 22 августа 1858 года он женился на Анне Генри, у них было 5 детей, двое из которых умерли в младенчестве.
В 1856 году Бойд переехал в Омаху, Небраска, где трудился плотником, работником на ранчо и железнодорожным подрядчиком. В 1866 году он был избран в Палату представителей Небраски от Демократической партии, в 1871 и 1875 годах был делегатом конституционного конвента штата, а в 1880 году — председателем городского совета Омахи.
В 1881—1883 и 1885—1887 годах Бойд был мэром Омахи, в 1884, 1888 и 1892 годах — делегатом национального съезда, а в 1884—1892 годах — членом национального комитета Демократической партии.
В ноябре 1890 года Бойд был избран губернатором Небраски, однако не вступил в должность, как запланировано, в январе 1891 года из-за спора о его праве на гражданство США. Бойд занял должность губернатора лишь 8 февраля 1892 года после решения Верховного суда США. Во время его пребывания в должности были улучшены железнодорожные нормативы и наложено вето на железнодорожный закон Ньюбери (англ. Newberry railroad act).
Бойд покинул пост губернатора 13 января 1893 года и, после двух неудачных попыток стать конгрессменом, ушёл из политики в 1894 году. 
Джеймс Бойд умер 5 апреля 1909 года в Омахе, и был похоронен на кладбище Forest Lawn. В его честь назван округ Бойд, начальная школа и улица.